# Steven Spielberg
  Steven Spielberg  (anglès: Steven Allan Spielberg)  (Cincinnati, 18 de desembre de 1946) és un director, guionista i productor de cinema, dissenyador de videojocs i empresari de l'entreteniment estatunidenc que ha rebut l'Orde de l'Imperi Britànic. És el primer director nominat a l'òscar a millor director en sis dècades diferents, i ha produit onze pel·lícules que han estat nominades a la millor pel·lícula.
La revista Forbes situava en 2023 el patrimoni net de Spielberg en 4.000 milions de dòlars per 3.100 milions en 2007. El 2006, la revista Premiere va situar-lo com la figura més potent i influent de la indústria del cinema. El Time el va classificar com una de les cent persones més importants del segle. A finals del segle XX la revista Life el va nomenar la persona més influent de la seva generació.
En una carrera d'unes quatre dècades, les pel·lícules de Spielberg han tocat tota mena de temes i gèneres. Les primeres pel·lícules de ciència-ficció i aventures, de vegades molt dirigides al públic infantil, es van considerar com un arquetip de les superproduccions de Hollywood. Els anys següents les seves pel·lícules van començar a enfocar temes com l'Holocaust, l'esclavatge, la guerra i el terrorisme.

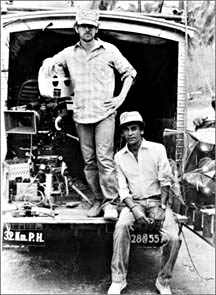

Spielberg va guanyar l'Oscar al millor director el 1993 per La llista de Schindler i el 1998 per Salvem el soldat Ryan. Tres pel·lícules de Spielberg, Tauró (1975), ET, l'extraterrestre (1982), i Parc Juràssic (1993), van batre rècords de taquilla, convertint-se en la pel·lícula amb més recaptació fins al moment. Fins ara, la recaptació total de totes les pel·lícules dirigides per Spielberg és de més de 8.500 milions de dòlars a tot el món.
Fundador de la societat de producció Amblin Entertainment i cofundador dels estudis DreamWorks SKG, també ha creat la Shoah Foundation Institute for Visual History and Education, amb l'objectiu de recollir els testimonis de tots els supervivents de l'holocaust.

## Biografia

### Infantesa
Steven Allan Spielberg va néixer el 18 de desembre de 1946 a Cincinnati, a l'estat d'Ohio dels Estats Units d'Amèrica, en una família jueva, com al fill gran d'Arnold Spielberg i Leha Posner. Té tres germanes. El seu pare era enginyer elèctric i la seva mare pianista i va créixer en els suburbis de Haddonfield a Nova Jersey i a Scottsdale, Arizona. El pas per Nova Jersey va donar a conèixer a Spielberg, jueu, el dolor de la intolerància racial en contra. Spielberg recorda aquest període i el posterior trasllat a Saratoga (Califòrnia), on va anar a l'escola secundària, com la més trista i més difícil de la seva vida, «un infern a la Terra». El director ho va comentar, entre altres coses, en una entrevista amb el Corriere della Sera el 2004:
| « | Tenia por d'anar a l'escola, per tornar a casa sol i trobar-me amb els nous companys, per por dels exaltats que em menyspreaven i em cridaven porc jueu. | » |

Les llargues absències del seu pare eren també una font de profund dolor i amargor en el jove Spielberg; l'absència del pare i les dificultats en les relacions entre adults i nens i entre pares i fills van ser presents més tard en els seus films. Sempre va estar fascinat per la indústria del cinema, des que va veure L'espectacle més gran del món el 1952. Als set anys va començar a fer pel·lícules d'aventures en 8 mm, amb els seus amics i companys de classe està d'actors (algunes escenes d'aquestes pel·lícules s'han inclòs en una edició extra del DVD de Saving Private Ryan).
De petit cobrava entrades per les seves pel·lícules casolanes (les quals incloïen accidents de trens que ell representava amb el seu joc de trens Lionel) mentre la seva germana venia crispetes de blat de moro. Als onze anys roda el seu primer curt, The Last Train Wreck (1957), on dos trens de joguina xoquen, i als dotze anys ja tenia acabada la seva primera producció amb guió i actors inclosos: The Last Gun (1959), un western de 4 minuts de duració, amb la càmera de 8 mm del seu pare. Un any després, als tretze anys, Spielberg va guanyar un premi per una pel·lícula de guerra de 40 minuts de durada que portava el títol de Escape to Nowhere, basada en una batalla a l'est d'Àfrica. El 1963, als setze anys, la seva producció de 140 minuts anomenada Firelight, basada en la història d'un atac d'OVNIs, escrit per la seva germana Nancy, que posteriorment l'inspiraria per a realitzar Encontres a la tercera fase, i que tenia un pressupost de 500 dòlars. La pel·lícula va ser projectada en un teatre especialment llogat pel seu pare, i va generar 1 dòlar de beneficis. També va fer diverses pel·lícules de la Segona Guerra Mundial inspirades en les històries que son pare li contava.
Spielberg va anar de jove a la sinagoga a Haddon Heights, Nova Jersey, una àrea que no admetia jueus abans de la Segona Guerra Mundial. Va anar a l'escola hebrea de 1953 a 1957, en classes impartides pel rabí Albert L. Lewis, que seria recordat com el personatge principal a Have a Little Faith de Mitch Albom. De nen, Spielberg veia la dificultat de conciliar ser un jueu ortodox amb la percepció per part d'altres nens amb qui jugava. «No és una cosa que m'agradi admetre», va dir una vegada, «però tenia 7, 8 o 9 anys, Déu em perdoni, m'avergonyia perquè érem jueus ortodoxos. M'avergonyia per la percepció exterior de les pràctiques jueves dels meus pares. No estava realment avergonyit per ser jueu, però si molest de vegades. El meu avi sempre portava un abric negre llarg, barret negre i barba blanca llarga. M'avergonyia de convidar els meus amics a casa, perquè podria ser en un racó pregant, i no sabria com explicar això als meus amics protestants». Spielberg també deia que va patir actes de prejudicis antisemites als primers anys de la seva vida: més tard va dir: «A l'institut, em van donar un cop i puntades de peu. El nas sagnant. Va ser horrible.»
Els seus pares, Leah i Arnold es van divorciar el 1964, la qual cosa que el va marcar profundament. Es trasllada a Saratoga, Califòrnia, amb el seu pare. La mare i les tres germanes es queden a Arizona. Aquesta separació influenciarà el seu futur treball de director, on la recerca d'una infantesa feliç es confronta sovint a la incomprensió crònica dels adults.
Va estudiar a l'Arcadia High School de Phoenix, a Arizona, durant tres anys, però es graduarà a la Saratoga High School el 1965.
Un cop a Califòrnia, els seus resultats escolars no li van permetre anar a les escoles de cinema que volia: va postular a l'escola de cinema de la Universitat del Sud de Califòrnia dues vegades endebades. Després es va matricular per a estudiar anglès a la Universitat de l'estat de Califòrnia a Long Beach. Mentre anava a Long Beach els anys 1960, Spielberg es va fer membre de Theta Chi Fraternity. La seva carrera va començar quan va tornar als Universal Studios com a becari, sense cobrar, set dies a la setmana i convidat del departament de muntatge (no surt als crèdits). Després que Spielberg es fes famós, la Universitat del Sud de Califòrnia (USC) li va atorgar un grau honorífic el 1994, i el 1996 va esdevenir administrador de la universitat. El 2002, trenta-cinc anys després de començar a la universitat, Spielberg es va graduar amb un projecte a la Universitat Estatal de Califòrnia, a Long Beach, i se li va atorgar el Bachelor of Arts en Producció de Cinema i Arts Electròniques amb una opció en la Producció de Cinema/Vídeo.

### Inicis de la seva carrera professional
El seu primer treball professional per la televisió va ser un dels tres episodis pilot de la sèrie fantàstica Night Gallery, creada el 1969 per Rod Serling, Eyes, protagonitzada per Joan Crawford; ella i Spielberg van ser bons amics fins a la seva mort. L'episodi és inusual en aquesta mena de treballs, on la feina de càmera és més estilitzada que en un futur, amb pel·lícules més madures.
Després, va rodar Amblin, la història de dos joves que van en autoestop des del desert del sud de Califòrnia fins a l'oceà Pacífic sense dirigir-se la paraula. Per fer Amblin, Spielberg va rebre una subvenció de 15.000 dòlars de Denis C. Hoffman; aquest pretenia cobrar-se la meitat dels ingressos en els següents deu anys, i amb una clàusula que deia que les pel·lícules dirigides per Spielberg havien de ser decidides i aprovades per Hoffman. Amblin serà més tard el nom de la seva productora. Quan Spielberg va aconseguir l'èxit amb la pel·lícula Tauró, el contracte amb Hoffman va ser declarat com a no vàlid, ja que el director no era major d'edat quan el va signar. Amb aquest curtmetratge, realitzat amb Allen Daviau, futur cap operador d'E.T., Spielberg va guanyar l'Atlanta Film Festival. Quan Sidney Sheinberg, llavors vicepresident de producció de la Universal, va veure la pel·lícula, Spielberg va obtenir un contracte de set anys amb la productora Universal Pictures per dirigir l'espectacle i la sèrie de televisió Night Gallery, ideat i conduït per Rod Serling, Marcus Welby, MD, Owen Marshall, i un episodi de Colombo. També dirigirà dos telefilms: Something Evil i Savage.
El 1969, la revista Variety anunciava que Spielberg dirigiria la seva primera pel·lícula llarga, Malcolm Winkler escrita per Claudia Salter, produïda per John Orland, amb Frank Price com a productor executiu. Tanmateix, per la dificultat de trobar el protagonista masculí, la pel·lícula no es va fer.
El 1968 deixa la universitat per dedicar-se a la professió com a director. El 1971, Spielberg, agafant un conte de Richard Matheson, va dirigir el seu primer llargmetratge, Duel, pensat per la televisió. Més tard també es va estrenar en cinemes a Europa, Austràlia i Japó, després d'afegir-hi quatre escenes. La pel·lícula, amb guió del mateix Matheson, és una barreja de thriller i road movie i explica la història d'un camió, el xofer boig del qual resta invisible als espectadors i que empaita sense descans un viatger de comerç. Spielberg aquí s'anticipa a un altre dels seus temes recurrents, l'heroi accidental, l'home comú que es troba davant de circumstàncies excepcionals i de manera inesperada "heroi". El film s'ha convertit amb el temps en una pel·lícula de culte diverses vegades repetida en home video. George Lucas explica que, dubtant de la qualitat del director i de la bondat de la pel·lícula, pensava veure la projecció deu minuts, però va romandre a la sala durant tot el film, i va canviar d'opinió sobre les qualitats del jove Spielberg. La productora va donar a Steven tan sols deu dies per rodar. Spielberg va estar d'acord i al final ho va fer en tretze dies. Quan es va presentar el productor per presentar-li una disculpa, se li va contestar que no es preocupés, perquè mai ningú al món hagués estat capaç de rodar-ho en tretze dies, i molt menys en deu. La pel·lícula emportà el Gran Premi del Festival internacional de cinema fantàstic d'Avoriaz i el seu èxit a la televisió és tal que la pel·lícula surt en versió llarga a les sales de cinema.
El 1974, a Spielberg li van confiar la realització del seu primer llargmetratge per al cinema, el telefilm pilot d'un programa anomenat Savage, dirigit i protagonitzat per Martin Landau. La pel·lícula de Spielberg es va estrenar com Boja evasió, i tracta d'un matrimoni (interpretats per Goldie Hawn i William Atherton) que és perseguit per la policia quan la parella intenta recuperar la custòdia del seu nadó. La fotografia de Spielberg de la persecució policial va ser elogiada pels crítics, i The Hollywood Reporter va afirmar que «un nou gran director és a l'horitzó». No obstant això, la pel·lícula va tenir mala resposta a la taquilla. Segons altres informacions, Universal n'hauria sabotejat la sortida per privilegiar El cop, amb Paul Newman, Robert Redford i Robert Shaw. Aquesta pel·lícula marca també el començament d'una col·laboració única en els annals del cinema: John Williams signa la primera de les seves 22 composicions per a una pel·lícula de Steven Spielberg. Boja evasió és un road movie, que li va valer elogis de la crítica i va ser guardonat com el millor guió al Festival de Canes La pel·lícula és un atac als media de l'època, en línia amb el pessimisme general i el drama del cinema del New Hollywood. El fracàs de Boja evasió va portar el director a crear pel·lícules escapistes que atraurien un públic més ampli.

### Tauró
Alguns consideraven llavors la carrera del director acabada, però l'atzar va fer que les coses anessin d'altra manera. Al despatx dels seus productors de Boja evasió, hi ha un manuscrit que porta per títol Jaws, («Mandíbules») adaptació d'una novel·la de Peter Benchley, en la qual un tauró gegant terroritza una petita ciutat costanera dels Estats Units. Una vegada a casa seva, «devora» el llibre i decideix realitzar-ne l'adaptació cinematogràfica. El fracàs de la seva pel·lícula precedent el perjudica, però aconsegueix reunir un pressupost de dotze milions de dòlars dels productors Richard D. Zanuck i David Brown. Spielberg s'ha referit sovint al rodatge esgotador d'aquest film com el seu gresol professional.
Pel que fa al repartiment, Jeff Bridges i Lee Marvin no van acceptar el paper, mentre que Richard Dreyfuss va decidir acceptar només a l'últim minut. Finalment va reunir actors menys coneguts com ara Robert Shaw, o Roy Scheider i el rodatge finalment va poder començar. Un rodatge laboriós de cent cinquanta-cinc dies. Fins i tot la localització de les escenes dels atacs dels taurons va crear dificultats. Spielberg va rebutjar fer servir un estany, ja que el resultat no hauria semblat creïble. Va decidir rodar al mar obert a Martha's Vineyard. Un dels tres taurons mecànics no sempre funcionava molt bé (per això no se'l veu al començament de la pel·lícula) i els capricis de la meteorologia i de l'oceà no van arreglar les coses. Una part dels actors i dels tècnics es desanima, i al final d'aquest laboriós rodatge, la por a l'aigua que tenia Spielberg es va transformar en una verdadera fòbia. Malgrat dos retards i amb problemes d'actualització del pressupost, Spielberg va perseverar i va acabar Tauró, que s'estrena i, contra tot pronòstic, és un gran èxit que supera de lluny les previsions més optimistes dels estudis. Va ser també el primer cas d'un èxit «fora de temporada», ja que les majors solen programar les grans estrenes durant l'hivern i per Nadal. Va guanyar tres Oscars (muntatge, música original i so), recaptar a tot el món més de 470 milions de dòlars a la taquilla, i crear el que la premsa va descriure com «Jawsmania». Amb Tauró es va fer un nom, així com ser un dels més joves multimilionaris dels Estats Units. Això va donar a Spielberg una gran autonomia per als seus futurs projectes. El terror suscitat en el públic va ser tan profund com per a registrar una disminució de banyistes en platges. També va ser nominada a l'Oscar a la millor pel·lícula i va suposar a Spielberg la primera de les tres col·laboracions amb l'actor Richard Dreyfuss. Spielberg, gran admirador d'Alfred Hitchcock va utilitzar a Tauró un mètode de presa de vistes creat pel director a Vertigen (D'entre els morts): el tràveling compensat (la càmera retrocedeix sobre un raïl durant un ràpid zoom).

### Encontres a la tercera fase
Segur amb aquest èxit, Spielberg va rebutjar l'oferta d'Alexander Salkind per dirigir la primera pel·lícula de Superman, i es llança a un altre gran projecte, que somia realitzar des de fa molt de temps: una història d'extraterrestres pacífics desembarcant a la Terra per trobar-se amb l'home. Científicament, aquest contacte és denominat «encontre de tercera fase», expressió que donarà el nom a la pel·lícula estrenada el 1977. La trobada entre humans i alienígenes inclou la metàfora de la diversitat, una al·legoria de la reunió i el respecte entre les diferents cultures. La pel·lícula també és coneguda per la interacció entre la música, guió i els efectes especials i una anàlisi precisa dels personatges. Aprofitant l'onada de La Guerra de les Galàxies, l'obra és un èxit comercial, el públic fa cua per veure aquesta nova pel·lícula de ciència-ficció en la qual actua François Truffaut, del qual Spielberg és un fervent admirador. Per aquest film rep la primera nominació per l'Oscar al millor director. El protagonista de la pel·lícula és Richard Dreyfuss, que ja havia treballat a Tauró. El repartiment es completa amb François Truffaut i David Lean, director d'El pont sobre el riu Kwai i Lawrence d'Aràbia (una de les pel·lícules favorites de Spielberg, que també en va supervisar la restauració).
El 1979, Spielberg coneix el seu segon revés després de Boja evasió: l'esbojarrada comèdia 1941, en la qual actuen, entre d'altres, els dos Blues Brothers: Dan Aykroyd i John Belushi; és considerada com un fracàs tant en l'aspecte artístic com comercial. La pel·lícula es desenvolupa durant la Segona Guerra Mundial i tracta la paranoia que va patir Califòrnia després de l'atac de Pearl Harbor pels japonesos; la costa Oest pensava que podia ser també el blanc d'un nou atac. Acollida fredament per la crítica dels EUA, acusada també de ser antipatriòtica, va ser ben vista a Europa. La pel·lícula descriu irònicament la histèria de la qual van ser víctimes civils i militars, obsessionats i terroritzats pel perill d'un nou atac japonès en sòl americà. La crítica negativa van allunyar Spielberg del gènere de la comèdia durant un temps.

### L'«era Spielberg»
Al començament dels anys 1980, Spielberg desitja dirigir una pel·lícula a la manera de James Bond, encara que en aquest cas el protagonista no sigui un agent secret, sinó un arqueòleg atrevit. George Lucas, després de l'èxit de La Guerra de les Galàxies, torna a veure per la seva banda les pel·lícules d'aventures dels anys trenta, entre les quals les de Fritz Lang. I és així com els dos amics tenen la idea de crear el seu propi personatge, heroi d'una gran saga, que barreja aventures rocambolesques i personatges pintorescos: havia nascut Indiana Jones. La idea del personatge d'Indiana és doncs un homenatge a les sèries i els còmics dels anys 1930. La primera missió d'aquest heroi (interpretat per Harrison Ford) és trobar l'Arca de l'Aliança cobejada pels nazis. Harrison Ford, però, no va ser triat inicialment per al paper. George Lucas havia pensat en Tom Selleck, però aquest va refusar, ja que treballava aleshores en la sèrie Magnum, P.I.. La pel·lícula també va portar Ford al repartiment del film de Ridley Scott Blade Runner.
A la recerca de l'arca perduda (1981) és un enorme èxit. La pel·lícula conté nombroses referències al cinema en general però sobretot als serials: Indiana Jones no vacil·la a reprendre les famoses acrobàcies de Yakima Canutt en pel·lícules d'episodis com Zorro Rides Again (gran picada d'ull en l'escena del camió). Les escenes d'acció en la pel·lícula es van fer d'acord amb els cànons de la pel·lícula de baix pressupost, en utilitzar les tècniques i efectes especials dels anys en què està ambientat el film.
Un any després de la primera aventura d'Indiana Jones, la pel·lícula següent de Spielberg, que es beneficia aleshores del seu renom mundial, és presentada a la clausura del Festival de Canes de 1982: ET, l'extraterrestre, amb Dee Wallace, Drew Barrymore (de qui és padrí) i Henry Thomas. La història –d'inspiració Disney– amb elements autobiogràfics, contes de fades, sobre l'amistat entre un nen i un petit alienígena biòleg que intenta amb la seva ajuda tornar a casa, emociona milions d'espectadors. El nen representa el mateix director, després d'haver viscut l'experiència del divorci dels seus pares, i l'absència del seu pare, fa servir la ciència-ficció per poder escapar de la realitat i submergir-se en el món de la fantasia, representat pel petit alienígena. Amb aquesta pel·lícula, Spielberg bat el rècord a les taquilles americanes (que tornarà a batre el 1993 amb Parc Juràssic. Aquest èxit li permet igualment crear, amb Kathleen Kennedy i Frank Marshall, el seu propi estudi: Amblin Entertainment. E.T. va ser nominada per nou oscars incloent-hi el de millor pel·lícula i millor Director. També va rebre el premi de la National Society of Film Critics com a millor director i també per part de Los Angeles Film Critics Association Awards com a millor director i millor pel·lícula.
Entre 1982 i 1985, Spielberg va produir tres pel·lícules que va aconseguir altes recaptacions: Poltergeist (per la qual també va coescriure el guió), una adaptació per la pantalla gran de Twilight Zone: The Movie (on dirigiria la part «Kick The Can», història d'una residència d'avis, en la qual un cert M. Bloom torna a ensenyar la infantesa als vells, que retroben la seva aparença d'abans, i The Goonies (Spielberg, productor executiu, també va escriure la història en què es basa el guió)

### Primeres pel·lícules dramàtiques
El segon Indiana Jones, Indiana Jones i el temple maleït, en què Indy ha de recuperar les pedres precioses i salvar els nens d'un llogaret de l'Índia contra els malvats plans d'un marajah, s'estrena el 1984. La pel·lícula és un nou triomf per a la parella Spielberg-Lucas, tot i que els seguidors li retreuen un costat massa violent i massa dur: els nens fuetejats, el cor arrencat del cos viu d'un dels personatges i els soldats devorats per cocodrils fereixen la sensibilitat d'una part del públic. A causa d'això, la pel·lícula va tenir problemes de censura amb la Motion Picture Association of America. Jack Valenti, el president d'aquest organisme, volia catalogar la pel·lícula com R7, prohibida per menors de disset anys, però Spielberg va suggerir PG, és a dir, «pel·lícula per a tots». La pel·lícula es va estrenar amb l'etiqueta PG-13, «menors de 13 anys acompanyats», una sigla creada específicament per a aquesta pel·lícula El director dirà no apreciar particularment aquesta obra en la seva filmografia. No obstant això, en aquest rodatge coneix la seva futura dona, Kate Capshaw.

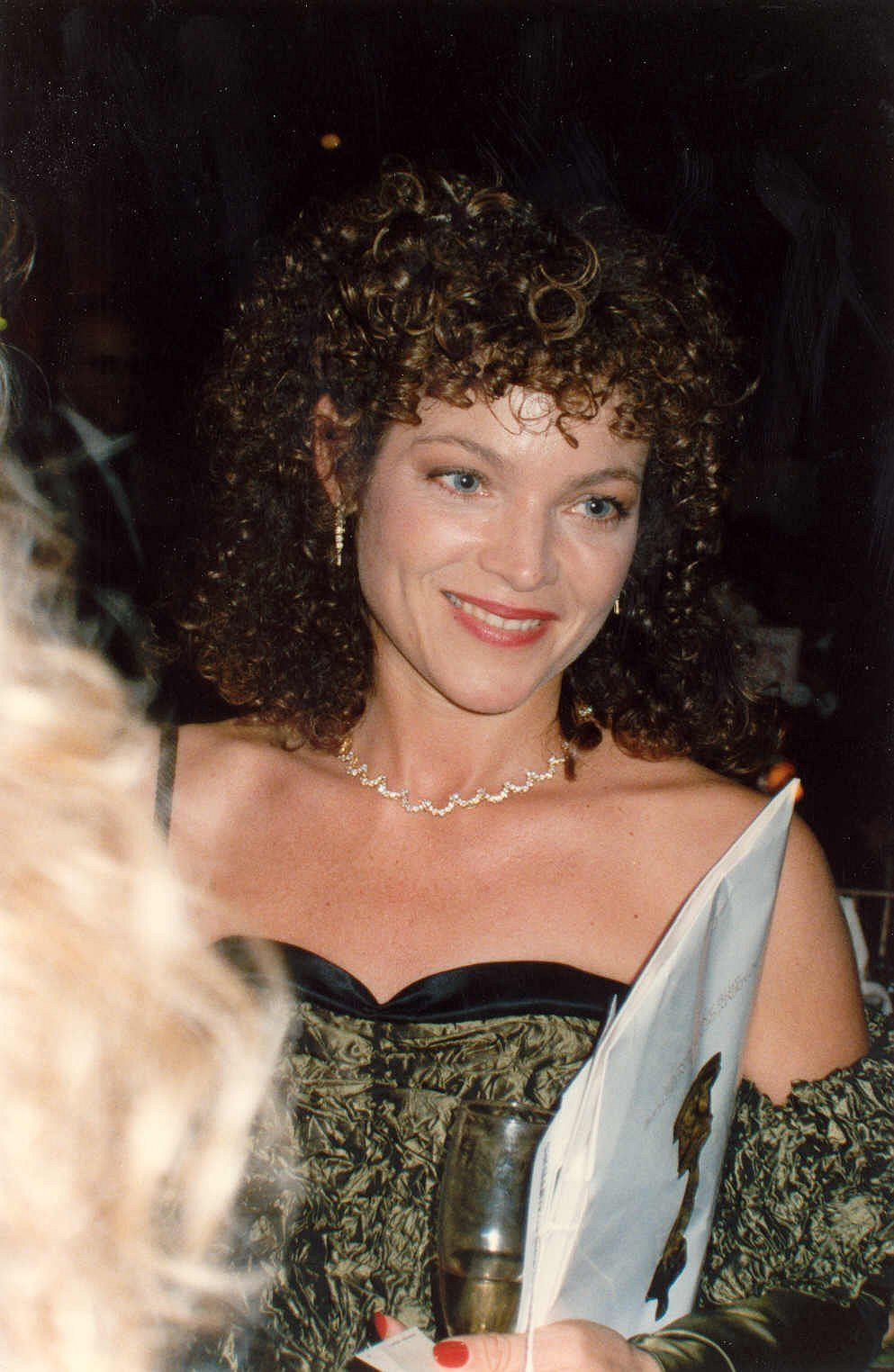
Amy Irving, la primera esposa de Spielberg

1985 va ser un punt d'inflexió en la vida laboral i familiar, i aborda temes diferents, menys orientats cap al cinema anomenat «d'entreteniment» i més orientats cap a la història. Dirigeix El color púrpura, la seva primera pel·lícula «seriosa i compromesa», que va rebre crítiques discordants i un gran èxit. Treta de la novel·la d'Alice Walker, la pel·lícula, discretament feminista i antiracista explica la història d'una dona negra ingènua i ignorant que a principis del segle xx, amb l'ajuda d'una amiga, es rebel·la contra la tortura i maltractaments del marit i els prejudicis de la societat que l'envolta. Molt violenta és la crítica del novel·lista Ishmael Reed, que va acusar Spielberg d'haver utilitzat banals estereotips sobre la gent de color. La pel·lícula va rebre onze nominacions per l'Oscar, però cap premi, superada per Memòries d'Àfrica, duent-se com a consol el prestigiós premi Irving G. Thalberg el 1987 i el premi Directors Guild of America. El mateix any es va casar amb Amy Irving, amb qui té el primer fill anomenat Max.

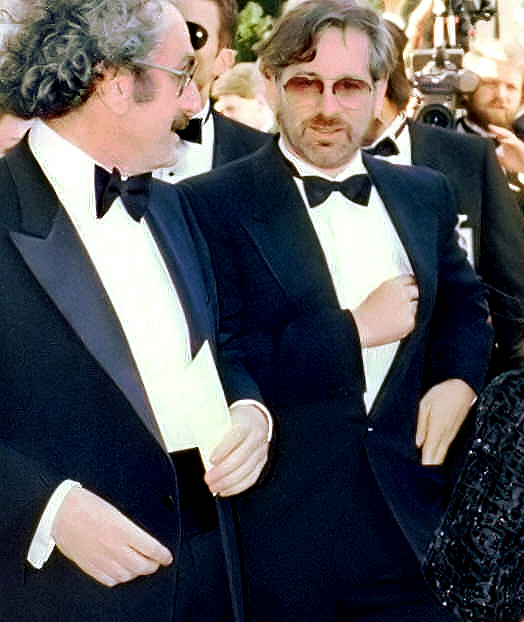
Spielberg el 1990

Spielberg continua creant pel·lícules de qualitat i socialment compromeses amb la pel·lícula L'imperi del Sol (1987), la qual cosa confirma la seva sortida temporal de l'èxit per dirigir-se a una audiència que aprecia el cinema d'autor; en aquesta ocasió amb la història de la invasió de Shanghai pels japonesos, vista a través dels ulls d'un nen orfe. Bé en la crítica, el pitjor resultat a la taquilla, només recapta 22 milions de dòlars. En col·laboració amb Robert Zemeckis i William Dear, Spielberg produeix Amazing Stories, sèrie de televisió antològica del gènere fantàstic: de la sèrie, Spielberg va dirigir dos episodis: el primer, "Ghost Train", i el cinquè, "Mission" (interpretat per Kevin Costner). El director també fa el paper de productor i supervisor dels episodis de la sèrie.

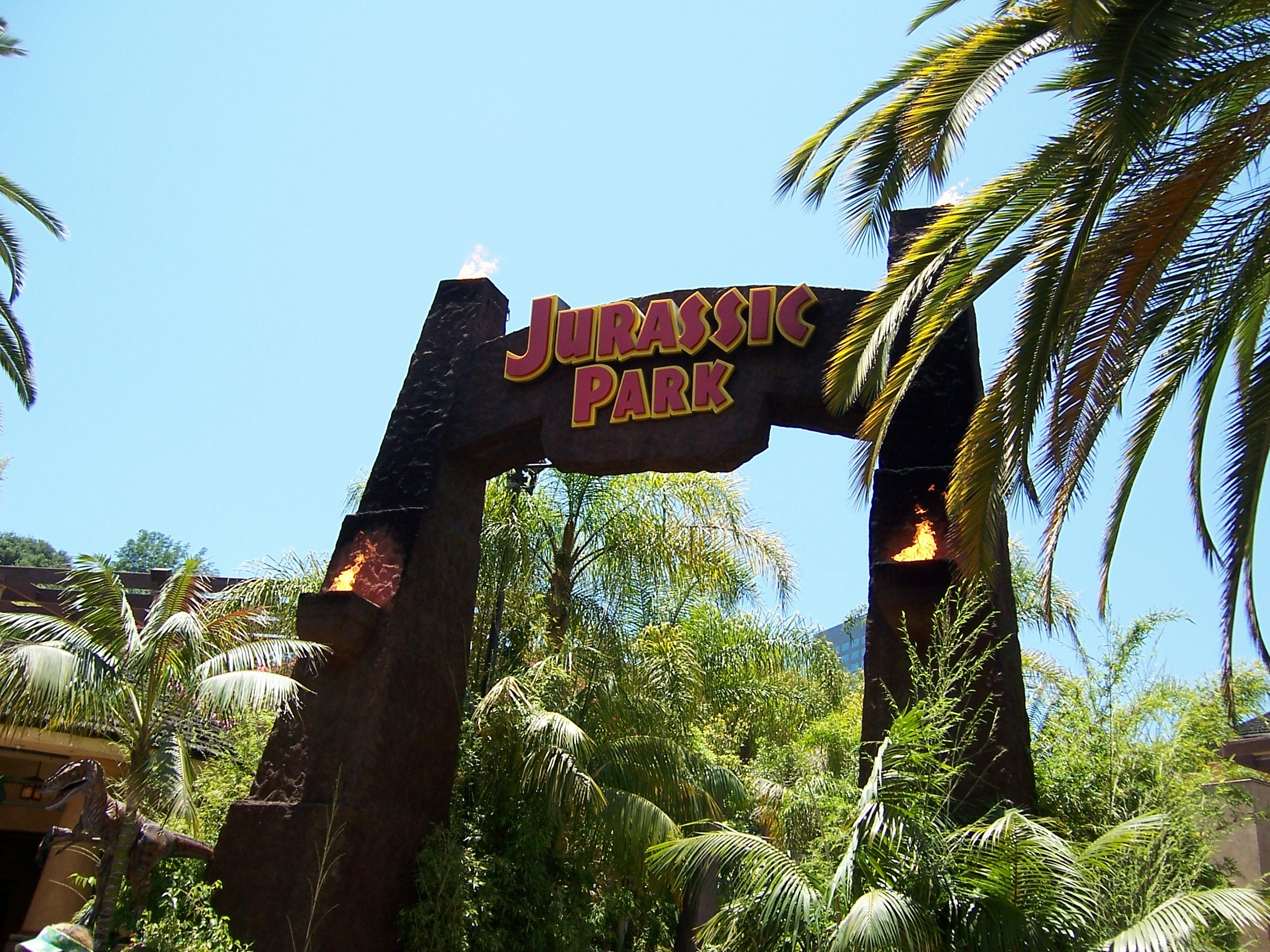
La pel·lícula Parc Juràssic

El 1989 surt la tercera part de la sèrie dels Indiana Jones: Indiana Jones i l'última croada, ambientada a l'Europa en vigílies de la Segona Guerra Mundial. Coprotagonitzada per Sean Connery, (per fi el veritable James Bond), en el paper de pare d'Indiana Jones, segrestat pels nazis en la recerca del Sant Grial. La pel·lícula va recaptar a prop de 475 milions de dòlars.

### Entre intimisme, cinema comercial i consagració
Comercialment, els anys 1990, contràriament als anys 1980, no comencen bé per a Spielberg. El 1989 dirigeix Per sempre, un «remake» de la pel·lícula A Guy Named Joe de Victor Fleming (1944). Malgrat la presència de Richard Dreyfuss i l'última aparició d'Audrey Hepburn, que va donar el seu catxet –un milió de dòlars– a la "UNICEF". El 1989 el director es divorcia de la seva dona, que li havia donat tres fills: Max, Sasha i Sawyer.
Des de 1991, el cineasta es llança a un altre vell projecte: una adaptació de Peter Pan que titula Hook. Va beneficiar-se tanmateix d'actors famosos (Robin Williams, Dustin Hoffman, Julia Roberts) i la pel·lícula té una carrera honorable amb els espectadors, però la crítica no hi troba el costat màgic del cèlebre conte.
No cedint, Spielberg dona un gran cop el 1993 realitzant Parc Juràssic, una pel·lícula que marca un gir en la història dels efectes especials, concebuts per la societat Industrial Light & Magic. Aquesta història de dinosaures amb Sam Neill, Laura Dern i Jeff Goldblum es convertirà ràpidament en el més gran èxit de la història del cinema. Obté més de 900 milions de dòlars de recaptació i bat així el rècord que fins aleshores tenia ET, l'extraterrestre.
El mateix any 1993, realitza un projecte molt més personal: La llista de Schindler. Sobre el fons de l'holocaust, la pel·lícula explica com un industrial alemany, membre del partit nazi (Oskar Schindler) va salvar una mica més d'un miler d'éssers humans dels camps de la mort. Una obra que l'American Film Institute classifica com la novena principal pel·lícula americana de la història en el seu Top 100 de l'American Film Institute. Al contrari, Jean-Luc Godard en les seves Histoire(s) du cinéma diu que amb aquesta pel·lícula el radical «això mai més» de la postguerra (sobretot amb les pel·lícules de Roberto Rossellini) s'ha transformat en un «és el que hi ha» molt convenient. Jugant amb la sobrietat del blanc i negre i de les seqüències d'emoció, La Llista de Schindler va guanyar una multitud de premis: set oscars, entre els quals els de l'Oscar a la millor pel·lícula i Oscar al millor director.
El 1994 amb els seus dos socis Jeffrey Katzenberg (l'antic responsable del departament d'animació de Walt Disney Pictures) i David Geffen (el fundador de Geffen Records) creen una societat de producció i de distribució especialitzada en el cinema, la música i els programes televisats: DreamWorks SKG (per Spielberg-Katzenberg-Geffen). També aquest any crea la Shoah Foundation Institute for Visual History and Education que recull els testimoniatges de tots els supervivents de l'holocaust, i els difon als més joves, amb l'objectiu d'evitar un nou genocidi. La fundació ja ha recollit 8.700 testimonis a Israel.
El 1997 Spielberg realitza la continuació de Parc Juràssic, al qual va polir més els efectes especials. El món perdut: Jurassic Park és un èxit. També va dirigir Amistad (amb Morgan Freeman, Anthony Hopkins i Djimon Hounsou) que en canvi no mou les multituds, però per la qual va rebre una nominació al Globus d'Or al millor director. El tema era difícil, abordava sense giragonses un punt neuràlgic de la història dels Estats Units, l'esclavitud, en una època en què el poble estatunidenc sembla sentir-se poc còmode amb aquest passat, Spielberg és acusat per certs historiadors de deformar la veritat històrica.
El 1998, treu una nova pel·lícula històrica: Salvem el soldat Ryan, rodat per 70 milions de dòlars, que explica la història d'una unitat americana, encarregada de salvar un paracaigudista, els tres germans més grans del qual havien mort en les últimes vint-i-quatre hores d'acció a França, durant l'Operació Overlord. Tom Hanks, Matt Damon i Barry Pepper contribueixen a l'èxit comercial (va recaptar 481 milions de dòlars a tot el món) i de crítica de la pel·lícula, que guanya alguns premis, entre els quals cinc Oscars, incloent-hi el del millor director per Spielberg. La descripció gràfica, realista de la violència de combat va influir pel·lícules de guerra posteriors com Black Hawk abatut o Enemic a les portes. La pel·lícula va ser també el primer èxit per DreamWorks, que coproduïa la pel·lícula amb la Paramount Pictures. Més tard, Spielberg i Tom Hanks produïen una minisèrie per la TV basada en el llibre de Stephen Ambrose Band of Brothers. La minisèrie de la cadena HBO en part seguia la Easy Company del 506è Regiment d'Infanteria de Paracaigudistes de la 101a Divisió Aerotransportada. La sèrie va guanyar alguns premis als Globus d'Or i als Emmys.

### Tornada a la ciència-ficció i la comèdia

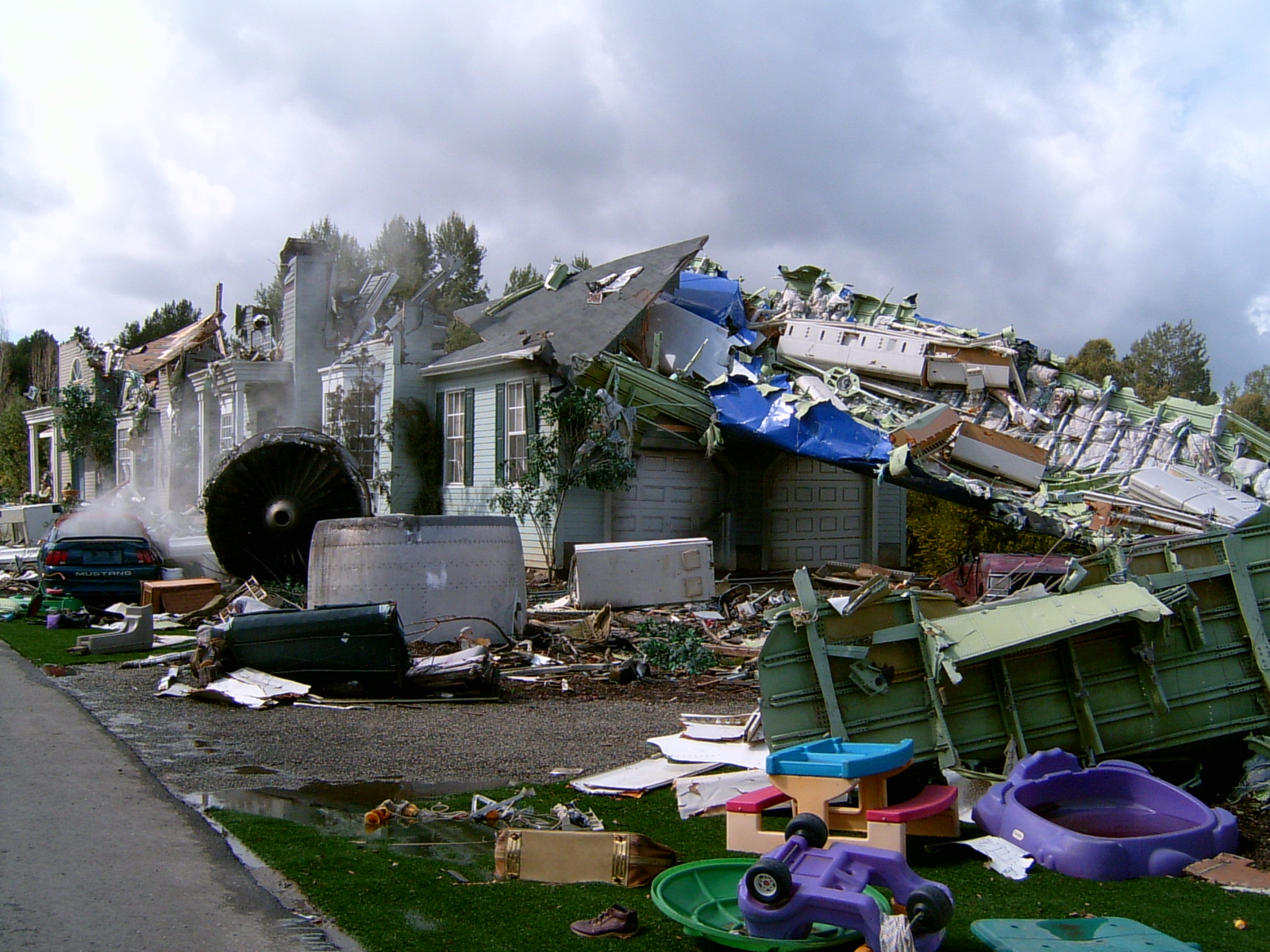
Fotografia d'un dels decorats de la seva pel·lícula La guerra dels mons

El 2000, Steven Spielberg va ser nomenat Cavaller de l'Imperi Britànic per la seva contribució a la indústria cinematogràfica britànica, però en no ser ciutadà de la Commonwealth, no pot fer servir el títol de Sir. En canvi, del Govern alemany ha rebut la Bundesverdienstkreuz mit Stern, el més alt honor al mèrit civil d'Alemanya.
Spielberg refusa dirigir Harry Potter i la pedra filosofal, perquè no es trobava motivat per una pel·lícula d'èxit segur a causa de l'enorme popularitat del llibre, i preferiria triar qualsevol història menys coneguda i que per tant pot ser millorada pel seu geni director. Una altra raó és el rebuig de l'autora, JK Rowling, que preferia un director anglès.
El 2001, Spielberg realitza Artificial Intelligence: A.I. amb la «nen-estrella» Haley Joel Osment i Jude Law, un projecte reprès del difunt director Stanley Kubrick. El guió es basa en la novel·la Supertoys Last All Summer Long de Brian Aldiss de la qual Kubrick havia adquirit els drets cinematogràfics. Una pel·lícula futurista basada en la possibilitat que els robots puguin ser tan reals com per a tenir la capacitat de sentir com els humans i que té una bona carrera comercial (taquilla total mundial de 236 milions de dòlars), però aquest Pinotxo futurista rep una acollida mitigada de la crítica, alguns la troben magnífica, d'altres massa llarga i avorrida. Principalment, aquesta pel·lícula constitueix una tornada a la ciència-ficció per a Spielberg, un gènere que havia abandonat des d'ET, l'extraterrestre. El febrer de 2002 el director se sotmet a cirurgia per extirpar un ronyó.

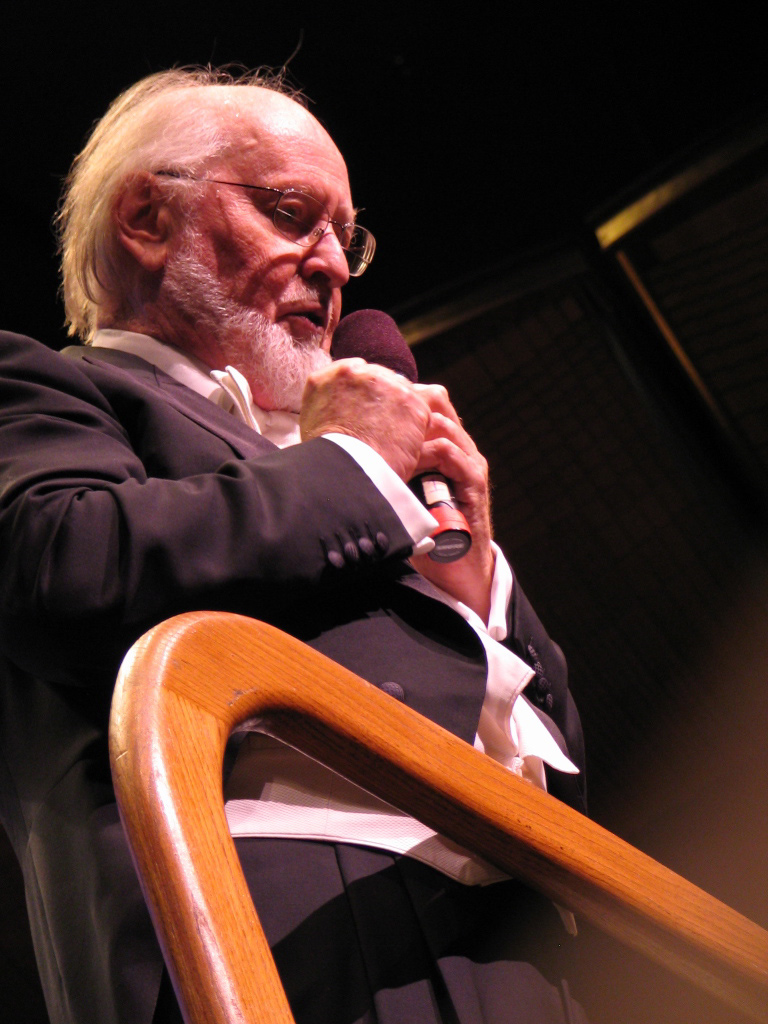
John Williams, compositor de les bandes sonores de les pel·lícules de Spielberg, excepte El color purpura, Duel i Twilight Zone.

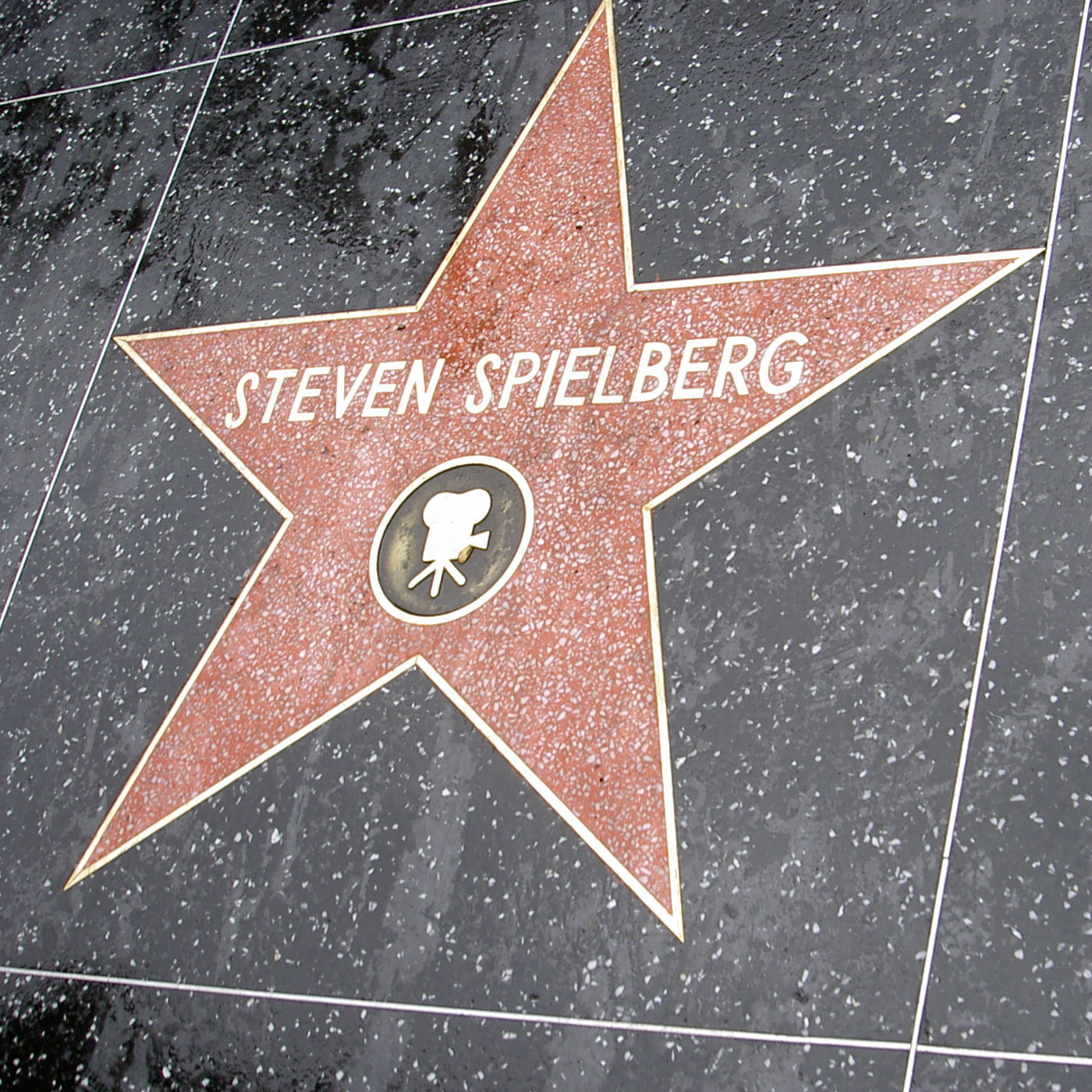
L'estrella de Spielberg en el famós passeig de la fama

Steven Spielberg segueix el seu període de ciència-ficció el 2002, amb una pel·lícula futurista d'estètica propera a Blade Runner de Ridley Scott: Minority Report, segons una novel·la de Philip K. Dick. Tom Cruise hi fa de capità de policia de Washington DC durant l'any 2054, entrampat en la lògica d'un sistema penal (i polític) autoritzant la detenció dels homicides abans que hagin comès el seu crim. Un guió complex, basat en la intersecció dels «testimoniatges» d'un trio d'endevins, que porten el nom d'escriptors famosos: Agatha (Agatha Christie), Arthur (Arthur Conan Doyle) i Dashiell (Dashiell Hammett) i on els temes de la tragèdia antiga (d'aquí la idea del fatalisme) troben un eco particular en l'escenificació d'un món ultramodern, però no futurista a ultrança. S'aborda la qüestió del respecte de la intimitat i la protecció dels drets dels ciutadans, i fins a quin punt el govern pot violar-los per raons d'ordre públic i seguretat, tema molt debatut als Estats Units arran dels atemptats de l'11 de setembre de 2001, tot i que Spielberg va rodar la pel·lícula abans d'aquests fets. Roger Ebert, que la qualificava la millor pel·lícula de 2002, lloa la seva visió impressionant del futur així com per a la manera com barreja la imatge generada per ordinador amb l'acció viva. Aquesta pel·lícula marca la primera col·laboració entre el director i Tom Cruise abans de La guerra dels mons el 2005. El director també va dir que s'havia inspirat en la direcció de The Man Who Knew Too Much d'Alfred Hitchcock.
Dos anys més tard, Spielberg realitza una altra pel·lícula, la jovialitat i l'humor de la qual no emmascaren tanmateix el costat compromès: The Terminal, la història d'un immigrant encallat en un aeroport, basada lliurement en la història del refugiat iranià Mehran Nasseri, que el 1988 va passar per un període de bloqueig a la Terminal 1 de l'aeroport de Charles de Gaulle de París, i interpretada per Tom Hanks i Catherine Zeta-Jones.
Una nova col·laboració entre Tom Hanks i Spielberg amb un paper protagonista de Leonardo DiCaprio: Catch Me If You Can és una pel·lícula humorística i tendra. La verdadera història de l'impostor Frank Abagnale Jr., que es va fer passar per pilot d'avió, metge i advocat (i que va participar en el guió d'aquesta obra biogràfica) és un èxit comercial que rep també una bona acollida de les crítiques. La pel·lícula va recaptar en taquilla al voltant de 164 milions de dòlars i l'actor Christopher Walken va ser nominat per l'Oscar al millor actor secundari.
El diari Le Monde descriu Spielberg com «maniaco-depressiu». Capaç de passar en un any d'un tema còmic a un de difícil. Després de The Terminal el 2004, construeix el 2005 una esperada adaptació de la novel·la d'H.G. Wells, La guerra dels mons en la qual «éssers vinguts d'una altra banda» intenten purament i simplement d'exterminar la raça humana. La pel·lícula és un immens èxit comercial. Spielberg hi tracta amb extraterrestres interposats amb els atemptats de l'11 de setembre, mentre que una minipolèmica creix a propòsit de la semblança torbadora del cartell de la pel·lícula amb la coberta del llibre The Invaders Plan de L. Ron Hubbard, guru fundador de l'Església de la cienciologia de la qual Tom Cruise, el principal actor, és adepte. Produïda amb un pressupost de 200 milions de dòlars, inicialment havia de ser rodada el 2006, però els projectes de Spielberg (Munich) i de Cruise (Mission: Impossible III) van fer avançar el rodatge. El film va resultar un dels més taquillers de l'any, i va evidenciar la capacitat de Spielberg per a relatar un extraordinari conte fantàstic, barrejat amb les seves actuals obsessions sobre les relacions humanes, les pors i el terrorisme.
L'endemà de l'estrena americana del film, es va llançar a la realització de Munich, polèmic tema del qual dona una vista subjectiva de les operacions d'un membre dels serveis secrets israelians actuant de manera autònoma per assassinar els socis comanditaris de la tràgica captura d'ostatges dels Jocs Olímpics d'Estiu de 1972. Després de La llista de Schindler va ser la seva segona pel·lícula sobre les relacions jueves al món. El guió va ser escrit pel guanyador del Premi Pulitzer Tony Kushner juntament amb Eric Roth. És una adaptació del llibre Vengeance: The True Story of an Israeli Counter-Terrorist Team, del periodista canadenc George Jonas. Malgrat els seus orígens jueus, el director va saber mantenir a Munich la neutralitat. Aquesta decisió, li ha implicat sèries crítiques de la comunitat jueva dels Estats Units. És protagonitzada per Eric Bana en el paper d'Avner, el líder de l'esquadró de la mort, i per Daniel Craig, el sisè James Bond. Per aquest film, va ser nominat tant al premi Globus d'Or com al de l'Acadèmia de Hollywood, l'Oscar, en la categoria de millor director; sense obtenir cap dels dos guardons. Aquesta pel·lícula va ser un fracàs comercial amb 47 milions de dòlars al box office estatunidenc per a un pressupost de 70 milions. La pel·lícula, considerada una de les més controvertides de Spielberg va rebre cinc nominacions a l'Oscar, però no va obtenir cap premi. Spielberg, però, va rebre el Lifetime Achievement Award de la CIFF (Chicago International Film Festival) per la seva direcció.
Steven Spielberg declara voler agafar-se un descans després d'haver rodat sense parar La guerra dels mons i Munich. Hauria aprofitat aquest respir per desenvolupar un projecte de biografia filmada d'Abraham Lincoln, projecte que té al cap des de feia alguns anys (i el personatge del qual fa un cameo a Minority Report.

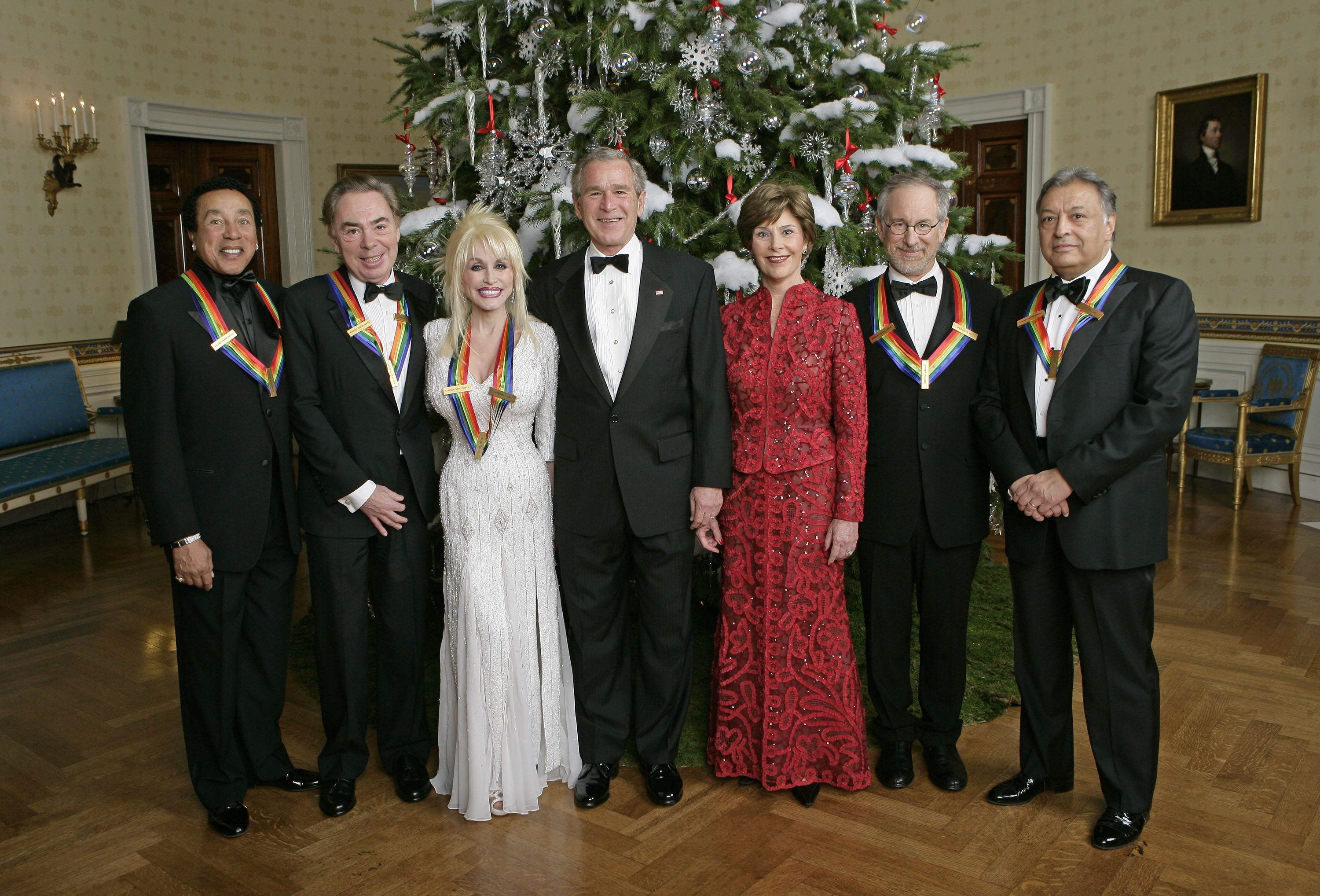
Steven Spielberg amb el president George W. Bush i la seva muller Laura Bush a la Casa Blanca el 2006

El 2007, produeix Transformers de Michael Bay. També ho farà amb la seva seqüela (2009) i el tercer capítol, Transformers: Dark of the Moon (2011). El model del camió del transformador Optimus Prime és un Peterbilt 281, el mateix del film Duel. El 2008, dirigeix Indiana Jones i el regne de la calavera de cristall, quarta part de la saga Indiana Jones adormida des de 1989.
La història es desenvolupa durant la Guerra Freda i l'aventurer és aquesta vegada enfrontat a un misteri extraterrestre. El guió de David Koepp ha estat canviat diverses vegades a causa de problemes de càsting i les dificultats per trobar un argument convincent. La protagonista femenina és Cate Blanchett, en el paper d'una alta funcionària del servei secret soviètic. Com a curiositat, la primera escena de la pel·lícula té lloc en el mateix magatzem on es va guardar i oblidar l'Arca de l'Aliança. Durant la preparació del film, l'ordinador del director amb més de 4.000 imatges de la pel·lícula, va ser robat per Roderick Davis, i després detingut quan intentava vendre les fotografies. La pel·lícula s'estrena en el marc del 61è festival Internacional de Cinema de Canes el 18 de maig de 2008 on no havia tornat des de El color púrpura, presentada fora de competició el 1986. La crítica no és gaire benèvola amb aquest quart opus: com a màxim, aquest episodi és considerat sobrer, molts elements són considerats inadaptats a l'esperit de la sèrie com el recurs als efectes especials digitals i gags poc subtils.
L'octubre de 2008 deixa els estudis cinematogràfics americans Paramount Pictures per crear un nou estudi, amb la participació del grup de telecomunicacions indi Reliance ADA Group. Aquesta estructura, que té l'ambició de produir almenys 35 pel·lícules en els cinc anys a venir hauria de ser dirigida per l'antiga directora de DreamWorks, Stacey Snider.
El 2011, Spielberg signa la seva primera pel·lícula d'animació: Les aventures de Tintín: El secret de l'Unicorn, basat en el cèlebre personatge de còmic creat per Hergé. El 1983, el director estatunidenc va tenir l'acord del dibuixant belga, alguns mesos abans de la seva mort, per donar vida a Tintin a la pantalla gran. El projecte s'ha endarrerit més de vint anys per finalment treure una Trilogia Tintin, coproduïda i co-realitzada amb Peter Jackson. S'hi fan servir les últimes tecnologies de la captura de moviments i de les imatges de síntesi de Weta Digital. L'estrena mundial va tenir lloc el 22 d'octubre de 2011 a Brussel·les a Bèlgica. Jackson ha anunciat que dirigirà la segona pel·lícula, i que Spielberg la produirà. La pel·lícula es va estrenar el desembre de 2011 als Estats Units, poc abans de la sortida de War Horse, segons la novel·la homònima de Michael Morpurgo, que és un homenatge als cavalls sacrificats durant la Primera Guerra Mundial. Steven Spielberg es dedicarà a vells projectes com Lincoln i un eventual quart opus de la saga Jurassic Park.
En Lincoln (pel·lícula), la seva pel·lícula sobre Abraham Lincoln de 2012 inicialment el paper del setzè president dels Estats Units havia de ser per Liam Neeson, però fou reemplaçat per Daniel Day-Lewis, mentre que Sally Field feu de la seva esposa, Mary Todd. Tommy Lee Jones i Joseph Gordon-Levitt van prendre part en la pel·lícula, el primer en el paper de Thaddeus Stevens, líder republicà i membre de la Cambra de Representants que van donar suport a Lincoln en l'abolició de l'esclavitud, i el segon com a Robert Todd Lincoln, fill gran del president
Bridge of Spies de 2015, basada en l'incident de l'U-2 de 1960 durant la Guerra Freda, presenta la història de l'advocat James B. Donovan qui va ser l'encarregat de negociar l'alliberament de Francis Gary Powers —el pilot de l'avió espia que va ser derribat sobre la Unió de Repúbliques Socialistes Soviètiques a canvi de Rudolf Abel, un espia soviètic de la KGB capturat i sota custòdia dels Estats Units. Els protagonistes principals estan interpretats per Tom Hanks, Mark Rylance, Amy Ryan, i Alan Alda.
El meu amic el gegant, basada en la novel·la El gran amic gegant de Roald Dahl que tracta d'una nena que s'alia amb la Reina d'Anglaterra i amb un gegant bonàs, conegut com el BFG, per detenir una invasió de malvats gegants que es preparen per menjar-se tots els nens del país. És protagonitzada per Mark Rylance i Ruby Barnhill. El rodatge va començar el 23 de març de 2015, va ser coproduïda per Walt Disney Pictures, DreamWorks Pictures, Amblin Entertainment i Walden Media, i estrenada l'1 de juliol de 2016.
Els arxius del Pentàgon és una pel·lícula històrica estrenada el 2018 i inspirada en fets autèntics: els Pentagon Papers, una de les primeres exclusives (scoops) de la història del periodisme estatunidenc al començament de la dècada del 1970. Aquesta expressió anglesa designa sobretot el document United States-Vietnam Relations, 1945-1967: A Study Prepared by the Department of Defense («Relacions entre els Estats Units i el Vietnam, 1945-1967: un estudi preparat pel departament de Defensa»), o sigui més de 7.000 pàgines top secret que descobreixen els orígens de la guerra del Vietnam i provaven que els Estats Units havien provocat deliberadament aquest conflicte políticament i militar.
Ready Player One del 2018 està basada en la novel·la del mateix nom d'Ernest Cline és protagonitzada per Tye Sheridan, Olivia Cooke, Ben Mendelsohn, TJ Miller, Simon Pegg, i Mark Rylance. Va rebre crítiques generalment positives, que elogiaven les seves imatges i el seu ritme ràpid, però van criticar la falta de desenvolupament dels personatges i la visió "sorprenentment genial" dels fanàtics de la Cultura popular. La pel·lícula segueix els passos del jove Wade Owen Watts, un jugador de l'any 2045 que, com la resta de la humanitat, prefereix el món de realitat virtual OASIS al, cada vegada més ombrívol, món real. En aquest lloc el seu creador va amagar les peces d'un trencaclosques la resolució del qual condueix a una fortuna de mig bilió de dòlars i el control total de l'empresa que manté OASIS. Les claus de l'enigma estan basades en la cultura popular dels 80 i la vida del creador. Durant anys, milions d'humans han intentat trobar-les, sense èxit. Wade aconsegueix resoldre el primer trencaclosques del premi, i, a partir d'aquest moment, competeix contra milers de jugadors i una empresa rival per aconseguir el trofeu.
West Side Story, de 2021 fou dirigida i co-produïda per Spielberg amb guió de Tony Kushner i coreografia de Justin Peck. És una adaptació del musical de Broadway de 1957 del mateix nom d'Arthur Laurents, Leonard Bernstein i Stephen Sondheim, que està lleugerament basada en Romeu i Julieta de William Shakespeare. La protagonitzen Ansel Elgort i Rachel Zegler, juntament amb Ariana DeBose, David Alvarez, Mike Faist, Corey Stoll i Brian d'Arcy James, així com Rita Moreno, estrella de la pel·lícula original de 1961, en un paper secundari.
The Fabelmans del 2022 dirigit per Steven Spielberg, amb guió del propi Spielberg conjuntament amb Tony Kushner i protagonitzada per Michelle Williams, Paul Dano, Seth Rogen i Gabriel LaBelle i va rebre el reconeixement com a millor pel·lícula i millor direcció als Globus d'Or És un film enquadrable en el gènere Coming-of-age i ha estat aclamada com la pel·lícula més autobiogràfica de Spielberg, amb una història d'un adolescent amant del cinema que s'enfronta a la desintegració del matrimoni dels seus pares al mig oest americà de mitjan segle passat.

## Vida personal

### Preses de posició
Amic de Bill Clinton, Steven Spielberg va donar 336.000 dòlars al Partit Demòcrata dels Estats Units el 1996.
El 2001, es destaca per a la seva violenta crítica de l'homofòbia. S'oposa igualment a la guerra a l'Iraq. Tanmateix, el 2006, Spielberg dona el seu suport a la reelecció del governador republicà de Califòrnia Arnold Schwarzenegger. Es declara l'amic de Schwarzenegger però sobretot sensible a la seva política no-partidista. El dia abans de les primàries demòcrates de 2008, Spielberg organitza amb altres demòcrates, com l'actor Tom Hanks, una festa celebrant la candidatura de Barack Obama, primer negre candidat a les primàries demòcrates. Spielberg prefereix tanmateix donar suport a Hillary Clinton a qui dona 300.000 dòlars però aporta el seu suport a Obama, una vegada Clinton derrotada. Ha donat 300.000 dòlars per la campanya d'Obama i era present el dia de la seva investidura. Spielberg va ser nomenat assessor artístic dels Jocs Olímpics de Pequín 2008, però en una conferència de premsa el 13 de febrer de 2008 va renunciar a aquest càrrec en protesta per la política exterior i la manca de respecte dels drets humans del govern de la Xina:
| « | La Xina hauria de fer més per posar fi als sofriments del Darfour | » |

També ha fet campanya amb l'actor Brad Pitt a favor del matrimoni homosexual.

### L'estafa Madoff
La crisi econòmica de 2008 ha fet esclatar l'escàndol planetari de la desviació de capitals per l'home de negocis Bernard Madoff. Aquest tema ha revelat el paper dels feeder funds: fons que acumulen diners abans que aquests siguin confiats a un gestor. Com un bon nombre de personalitats a Hollywood, Spielberg va ser la víctima d'aquesta estafa financera i per la seva fundació Wunderkinder, activa en l'art, l'educació i la medicina Havia invertit una part important dels seus estalvis en els fons de Madoff, fins a un 70%. Spielberg ha perdut doncs diners. A més a més d'aquesta estafa, el cineasta ha de suportar la caiguda del crèdit. Per tal de llançar l'activitat dels estudis Dreamworks, s'ha aliat amb els inversors indis del grup Reliance que li han aportat 500 milions de dòlars.

## L'art de Spielberg
La filmografia de Spielberg és bastant diversa, i és costum dividir-la en dues parts. La primera concerneix el cinema anomenat «de diversió» (Spielberg és d'altra banda anomenat el «rei de la diversió»). En aquesta categoria hi ha Jaws, la saga d'Indiana Jones, Hook, 1941, Parc Juràssic, Minority Report o també tres pel·lícules sobre extraterrestres: Encontres a la tercera fase, ET, l'extraterrestre i La guerra dels mons.
La segona categoria agrupa pel·lícules considerades com més «serioses», més intimistes, basades en fets reals. Spielberg hi filma la Segona Guerra Mundial (L'imperi del Sol, Salvem el soldat Ryan), l'Holocaust (La llista de Schindler), l'esclavitud (El color púrpura, Amistad) i més recentment, sota un angle partidista, el conflicte israelo-palestí (Munich). Totes aquestes pel·lícules són objecte de debats animats pels temes que s'hi aborden, accentuats pels orígens jueus de Spielberg: és acusat, per exemple, de no ser objectiu o de prendre partit sobre temes com el conflicte israelo-palestí. Spielberg es defensa i diu desenvolupar cada vegada més un cinema pacifista. Tanmateix, el seu èxit no es desmenteix, milions de seguidors l'adulen. És sense discussió una institució cultural mundial.

### Característiques recurrents
La majoria de les pel·lícules realitzades per Spielberg impliquen un cert nombre de característiques recurrents. Les pel·lícules de Spielberg tenen una relació amb els extraterrestres, però no es desenvolupen en una altra galàxia com fa George Lucas, sinó en el nostre planeta. A la seva primera obra d'aquest gènere Encontres a la tercera fase (1977), els extraterrestres es conviden al nostre món. El 1982, E.T., es troba perdut a la Terra i, últimament, en La guerra dels mons, els extraterrestres s'amaguen sota terra esperant l'evolució de l'home per finalment alimentar-se'n.
En el cinema de Spielberg, la relació entre el fill i el pare, o més generalment entre el nen i l'adult, és sovint un tema important, que rima de vegades amb confrontació. A ET, l'extraterrestre, els nens recullen l'extraterrestre, i l'amaguen als seus pares, que jutgen incapaços d'estimar el cèlebre petit ésser. A Parc Juràssic, Allan Grant, el paleontòleg interpretat per Sam Neill, detesta els nens, al començament de la pel·lícula. O també, a La guerra dels mons, Ray, el personatge principal, és incòmode en el seu paper de pare, i entra sovint en conflicte amb el seu fill gran. Alguns veuen en l'origen d'aquest fenomen el divorci dels pares de Spielberg, que va tenir com a conseqüència l'absència de pare per al futur director.
Les escenificacions de Spielberg es desenvolupen principalment en famílies americanes representatives de la classe mitjana, que viuen als afores de la ciutat i no tenen verdadera història, sinó la banalitat de les vides dels membres que els componen. Després, cauen a la tempesta de les històries del director i, sovint, la infantesa hi té un lloc important.

### Crítica comercial
La crítica no ha estat sempre suau amb Spielberg, titllat d'utilitzar la pesada màquina de Hollywood per fins mercantils. De vegades es lamenta la seva manca de profunditat i el seu simplisme, però també els seus excessos de «entertainer» i de «money maker» (en altres paraules, Spielberg seria un «home d'espectacle» i un «home de negocis» abans de ser un artista). Spielberg és a més a més considerat per alguns com un director massa comercial, emparentant-se més a un tècnic virtuós que a un verdader creador. L'opinió pública el culpa generalment de només haver canviat –i no gaire– el costat rendible del cinema, continuant considerant-ho com una indústria i no com un art. Ha realitzat en efecte molts blockbusters i alguns dels més grans èxits de la història del cinema com Tauró que ha donat lloc a nombroses continuacions. Les seves pel·lícules són de vegades considerades com violentes i el cinema comercial és justament àvid de violència per atreure un molt ampli públic.
Per acabar, Spielberg realitza continuacions de les seves pròpies pel·lícules (cosa que alguns no consideren molt artístic), com amb Parc Juràssic, allò que s'havia negat tanmateix a fer després de l'èxit mundial d'ET, l'extraterrestre, com que considerava que aquesta pel·lícula no tenia continuació.
Entre les línies dels seus guions s'amaguen temes seriosos, com el terrorisme, la clonació, les derives de seguretat americanes, l'esclavitud, el racisme, o la guerra i el paper de l'exèrcit en general, amb una percepció del món sovint més fina, i menys maniquea, de la que s'espera generalment de part dels directors comercials; fins al punt que algunes de les seves decisions artístiques tenen un cert risc, i són de vegades mal compreses per la crítica. Així el personatge de Schindler sembla més Chuck Tatum, arquetipus hollywoodienc del personatge ben parlat que s'adapta i aprofita un sistema (The Big Carnival, Billy Wilder), que el nazi per convicció que la crítica s'esperava. De forma diferent, la pel·lícula Artificial Intelligence: A.I. pot deixar preocupat el públic per les qüestions ètiques que planteja frontalment (guió de Stanley Kubrick).
D'altra banda, en la majoria de les seves pel·lícules, Spielberg defensa una visió personal d'un món pacífic, i també a les seves obres de gran públic. Alguns afirmen fins i tot que Spielberg és un director intimista, en la mesura que les seves pel·lícules tenen sovint per a marc la família estatunidenca de classe mitjana que viu als afores de les grans ciutats. Intimista ho és també, quan, en El color púrpura (1985), una de les seves pel·lícules principals encara que àmpliament subestimada segons alguns, evoca la vida d'una família afroamericana del començament del segle xx a través de la mirada d'una dona, Celie, interpretada per Whoopi Goldberg.

## Spielberg en xifres
Des de l'origen del cinema, set de les deu pel·lícules que han aconseguit vendre més entrades al món han estat realitzades per Steven Spielberg. En total, les seves pel·lícules han recaptat més de 2,17 mil milions de dòlars (1,67 mil milions d'euros el febrer 2007) als Estats Units i més de 10.000 milions al món sencer. cosa que en fa un dels cineastes més rendibles de la història del setè art. Ha estat superat per James Cameron, que pren el lloc del cineasta més rendible del cinema.
La societat de producció fundada per Steven Spielberg, David Geffen i Jeffrey Katzenberg (DreamWorks SKG), hauria assegurat el cèlebre director, productor i guionista per la suma rècord d'1,2 mil milions de dòlars (aproximadament 850 milions d'euros) el juliol de 2001. Aquesta suma hauria de cobrir les pèrdues considerades per la societat en cas de mort del cineasta. El principal èxit comercial de la carrera de Spielberg és Parc Juràssic (1993). L'obra va rebre aleshores la més gran campanya publicitària de la història del cinema (la meitat del pressupost) i va aconseguir 920 milions de dòlars al món sencer, mentre que la pel·lícula «només» va costar 63 milions. La pel·lícula Tauró va ser la primera pel·lícula que va superar els 100 milions de dòlars de recaptació, abans d'atènyer 260 milions de dòlars als Estats Units. És doncs el primer «blockbuster» de la història del film. La pel·lícula realitzada per Steven Spielberg que va tenir millor arrencada és El món perdut: Jurassic Park. Aquesta obra va superar la barrera dels 100 milions de dòlars d'ingressos en cinc dies.
Al Top 100 de l'American Film Institute, que classifica les cent millors pel·lícules americanes de la història, estan llistades cinc pel·lícules de Spielberg, cosa que fa del director Spielberg el cineasta estatunidenc més citat en aquesta classificació. El 2008, la revista Forbes situa Steven Spielberg al 368è lloc de les persones més riques del món, amb una fortuna considerada de 3.000 milions de dòlars.

## Produccions

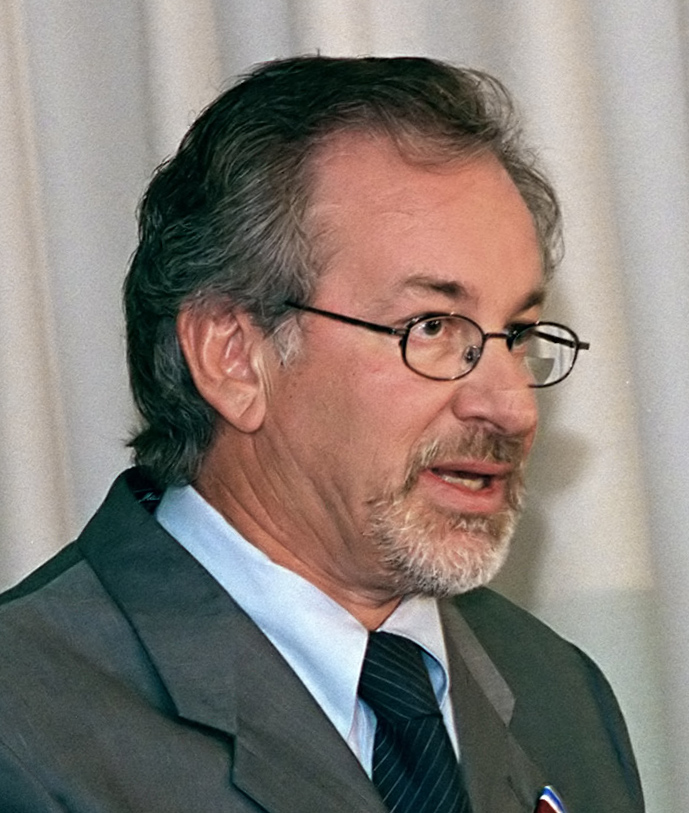
Spielberg el 1999

Spielberg ha produït gran quantitat de pel·lícules: algunes de les més destacades són Poltergeist, Retorn al futur, The Flintstones, Casper, Homes de Negre i Deep Impact. A part d'això, durant la dècada dels noranta va produir sèries de dibuixos animats com Tiny Toon Adventures i Animaniacs.
A més de fundar la seva pròpia productora (Amblin Entertainment), Spielberg va fundar DreamWorks SKG amb Jeffrey Katzenberg i David Geffen el 1994. Aquest estudi va fer pel·lícules com American Beauty, Gladiator, Cast Away, Memòries d'una geisha i la d'animació per ordinador Shrek, entre d'altres.
Spielberg no és solament reconegut pel seu treball com a director, sinó també per les seves accions de caritat per a organitzacions de la Segona Guerra Mundial i la Righteous Persons Foundation. Aquesta darrera concedeix diners a diversos projectes jueus, especialment organitzacions en memòria de l'Holocaust). També forma part de la junta de consellers de l'Escola de Cinema-Televisió de la California State University.
Steven Spielberg està casat amb l'actriu Kate Capshaw. Es van conèixer durant les audicions per a la pel·lícula Indiana Jones i el temple maleït.

## Filmografia

### Cinema
| Any  | Títol                                               | Director | Productor | Guionista | muntatge | Actor              |  |
| ---- | --------------------------------------------------- | -------- | --------- | --------- | -------- | ------------------ |  |
| 1959 | The Last Gun                                        | sí       |           |           | sí       | sí                 |  |
| 1961 | Fighter Squad                                       | sí       |           | sí        |          |                    |  |
| 1961 | Escape to Nowhere                                   | sí       | sí        | sí        | sí       |                    |  |
| 1964 | Firelight                                           | sí       | sí        | sí        | sí       |                    |  |
| 1968 | Amblin'                                             | sí       |           | sí        | sí       |                    |  |
| 1971 | Duel                                                | sí       |           |           |          |                    |  |
| 1972 | Influència diabòlica                                | sí       |           |           |          |                    |  |
| 1974 | Boja evasió                                         | sí       |           | sí        |          |                    |  |
| 1975 | Tauró                                               | sí       |           |           |          | sí                 |  |
| 1977 | Encontres a la tercera fase                         | sí       |           | sí        |          |                    |  |
| 1978 | I Wanna Hold Your Hand                              |          | sí        |           |          |                    |  |
| 1979 | 1941                                                | sí       |           |           |          |                    |  |
| 1980 | Els Blues Brothers                                  |          |           |           |          | sí                 |  |
| 1980 | Cotxes de segona mà                                 |          | sí        |           |          |                    |  |
| 1981 | Continental Divide                                  |          | sí        |           |          |                    |  |
| 1981 | A la recerca de l'arca perduda                      | sí       |           |           |          |                    |  |
| 1982 | ET, l'extraterrestre                                | sí       | sí        |           |          |                    |  |
| 1982 | Poltergeist                                         |          | sí        | sí        |          |                    |  |
| 1983 | Twilight Zone: The Movie                            | sí       | sí        |           |          |                    |  |
| 1984 | Gremlins                                            |          | sí        |           |          | sí                 |  |
| 1984 | Indiana Jones i el temple maleït                    | sí       |           |           |          |                    |  |
| 1984 | Room 666                                            |          |           |           |          | sí                 |  |
| 1985 | Fandango                                            |          | sí        |           |          |                    |  |
| 1985 | Retorn al futur                                     |          | sí        |           |          |                    |  |
| 1985 | El color púrpura                                    | sí       | sí        |           |          |                    |  |
| 1985 | The Goonies                                         |          | sí        | sí        |          |                    |  |
| 1985 | El jove Sherlock Holmes                             |          | sí        |           |          |                    |  |
| 1986 | An American Tail                                    |          | sí        |           |          |                    |  |
| 1986 | The Money Pit                                       |          | sí        |           |          |                    |  |
| 1987 | *batteries not included                             |          | sí        |           |          |                    |  |
| 1987 | L'Imperi del Sol                                    | sí       | sí        |           |          |                    |  |
| 1987 | Harry and the Hendersons                            |          | sí        |           |          |                    |  |
| 1987 | El xip prodigiós                                    |          | sí        |           |          |                    |  |
| 1987 | Three O'Clock High                                  |          | sí        |           |          |                    |  |
| 1988 | The Land Before Time                                |          | sí        |           |          |                    |  |
| 1988 | Qui ha enredat en Roger Rabbit?                     |          | sí        |           |          |                    |  |
| 1989 | Per sempre                                          | sí       | sí        |           |          |                    |  |
| 1989 | Retorn al futur 2                                   |          | sí        |           |          |                    |  |
| 1989 | Dad                                                 |          | sí        |           |          |                    |  |
| 1989 | Indiana Jones i l'última croada                     | sí       |           |           |          |                    |  |
| 1990 | Aracnofòbia                                         |          | sí        |           |          |                    |  |
| 1990 | Dreams                                              |          | sí        |           |          |                    |  |
| 1990 | Retorn al futur 3                                   |          | sí        |           |          |                    |  |
| 1990 | Gremlins 2: La nova generació                       |          | sí        |           |          |                    |  |
| 1990 | Joe contra el volcà                                 |          | sí        |           |          |                    |  |
| 1990 | Roller Coaster Rabbit                               |          | sí        |           |          |                    |  |
| 1991 | A Wish for Wings That Work                          |          | sí        |           |          |                    |  |
| 1991 | An American Tail: Fievel Goes West                  |          | sí        |           |          |                    |  |
| 1991 | El cap de la por                                    |          | sí        |           |          |                    |  |
| 1991 | Hook                                                | sí       |           |           |          |                    |  |
| 1991 | Tiny Toon Adventures: How I Spent My Vacation       |          | sí        |           |          |                    |  |
| 1991 | A Brief History of Time                             |          | sí        |           |          |                    |  |
| 1993 | Parc Juràssic                                       | sí       | sí        |           |          |                    |  |
| 1993 | Rex, un dinosaure a Nova York                       |          | sí        |           |          |                    |  |
| 1993 | La llista de Schindler                              | sí       | sí        |           |          |                    |  |
| 1994 | The Flintstones                                     |          | sí        |           |          |                    |  |
| 1995 | Casper                                              |          | sí        |           |          |                    |  |
| 1995 | Balto                                               |          | sí        |           |          |                    |  |
| 1996 | Twister                                             |          | sí        |           |          |                    |  |
| 1997 | El món perdut: Jurassic Park                        | sí       |           |           |          | sí                 |  |
| 1997 | Homes de Negre                                      |          | sí        |           |          |                    |  |
| 1997 | Amistad                                             | sí       | sí        |           |          |                    |  |
| 1998 | Salvem el soldat Ryan                               | sí       | sí        |           |          |                    |  |
| 1998 | The Last Days                                       |          | sí        |           |          |                    |  |
| 1998 | La màscara del Zorro                                |          | sí        |           |          |                    |  |
| 1998 | Deep Impact                                         |          | sí        |           |          |                    |  |
| 1999 | Wakko's Wish                                        |          | sí        |           |          |                    |  |
| 1999 | Medal of Honor                                      | sí       |           |           |          | Videojoc           |  |
| 2000 | Shooting War                                        |          | sí        |           |          |                    |  |
| 2001 | A.I. Artificial Intelligence                        | sí       | sí        | sí        |          |                    |  |
| 2001 | Jurassic Park III                                   |          | sí        |           |          |                    |  |
| 2001 | Stanley Kubrick: A Life in Pictures                 |          |           |           |          | sí                 |  |
| 2001 | Vanilla Sky                                         |          |           |           |          | sí                 |  |
| 2002 | Minority Report                                     | sí       |           |           |          |                    |  |
| 2002 | Homes de Negre II                                   |          | sí        |           |          |                    |  |
| 2002 | Austin Powers in Goldmember                         |          |           |           |          | sí                 |  |
| 2002 | Catch Me If You Can                                 | sí       | sí        |           |          |                    |  |
| 2003 | Double Dare                                         |          |           |           |          | sí                 |  |
| 2004 | The Cutting Edge: The Magic of Movie Editing        |          |           |           |          | sí                 |  |
| 2004 | The Terminal                                        | sí       | sí        |           |          |                    |  |
| 2005 | Directed by John Ford                               |          |           |           |          | sí                 |  |
| 2005 | La guerra dels mons                                 | sí       |           |           |          |                    |  |
| 2005 | La llegenda del Zorro                               |          | sí        |           |          |                    |  |
| 2005 | Memòries d'una geisha                               |          | sí        |           |          |                    |  |
| 2005 | Munich                                              | sí       | sí        |           |          |                    |  |
| 2006 | Banderes dels nostres pares                         |          | sí        |           |          |                    |  |
| 2006 | Cartes des d'Iwo Jima                               |          | sí        |           |          |                    |  |
| 2006 | Monster House                                       |          | sí        |           |          |                    |  |
| 2006 | The Shark Is Still Working                          |          |           |           |          | sí                 |  |
| 2007 | Transformers                                        |          | sí        |           |          |                    |  |
| 2008 | Indiana Jones i el regne de la calavera de cristall | sí       |           |           |          |                    |  |
| 2008 | Eagle Eye                                           |          | sí        |           |          |                    |  |
| 2009 | Transformers: Revenge of the Fallen                 |          | sí        |           |          |                    |  |
| 2009 | The Lovely Bones                                    |          | sí        |           |          |                    |  |
| 2010 | Hollywood Don't Surf!                               |          |           |           |          | sí                 |  |
| 2010 | Més enllà de la vida                                |          | sí        |           |          |                    |  |
| 2010 | True Grit                                           |          | sí        |           |          |                    |  |
| 2011 | Paul                                                |          |           |           |          | sí                 |  |
| 2011 | Super 8                                             |          | sí        |           |          |                    |  |
| 2011 | Transformers: Dark of the Moon                      |          | sí        |           |          |                    |  |
| 2011 | Cowboys & Aliens                                    |          | sí        |           |          |                    |  |
| 2011 | Real Steel                                          |          | sí        |           |          |                    |  |
| 2011 | Les aventures de Tintín: El secret de l'Unicorn     | sí       | sí        |           |          |                    |  |
| 2011 | War Horse                                           | sí       | sí        |           |          |                    |  |
| 2012 | Men in Black 3                                      |          | sí        |           |          |                    |  |
| 2012 | Lincoln                                             | sí       |           |           |          |                    |  |
| 2014 | Transformers: Age of Extinction                     |          |           | sí        |          | productor executiu |  |
| 2014 | Un viatge de deu metres                             |          |           | sí        |          |                    |  |
| 2015 | Jurassic World                                      |          |           | sí        |          | productor executiu |  |
| 2015 | Bridge of Spies                                     | sí       |           | sí        |          |                    |  |
| 2016 | The BFG                                             | sí       |           | sí        |          |                    |  |
| 2017 | Transformers: The Last Knight                       |          |           | sí        |          | productor executiu |  |
| 2017 | Els arxius del Pentàgon                             | sí       |           | sí        |          |                    |  |
| 2018 | Ready Player One                                    | sí       |           | sí        |          |                    |  |
| 2018 | Jurassic World: Fallen Kingdom                      |          |           | sí        |          | productor executiu |  |
| 2018 | Bumblebee: The Movie                                |          |           | sí        |          | productor executiu |  |
| 2019 | Men in Black: International                         |          |           |           |          | productor executiu |  |
| 2019 | Cats                                                |          |           |           |          | productor executiu |  |
| 2020 | The Trial of the Chicago 7                          |          | sí        |           |          |                    |  |
| 2020 | The Turning                                         |          |           |           |          | productor executiu |  |
| 2021 | West Side Story                                     | sí       | sí        |           |          |                    |  |
| 2022 | The Fabelmans                                       | sí       | sí        | sí        |          |                    |  |

### Televisió
- Night Gallery (1969, 1971)
  - pilot part B "Eyes" [emès el 8 de novembre de 1969] (30 min)
  - ep4 segA "Make Me Laugh" [emès el 6 de gener de 1971] (30 min)
- Marcus Welby, M.D. (1970) ep 1-27 "The Daredevil Gesture" (60 min) [emès el 17 de març de 1970]
- The Name of the Game (1971) ep 3-16 "L.A. 2017" (90 min) [emès el 15 de gener de 1971]
- The Psychiatrist (1971)
  - ep. 1-2 "The Private World of Martin Dalton" (60 min) [emès el 10 de febrer de 1971]
  - ep. 1-6 "Par for the Course" (60 min) [emès el 10 de març de 1971]
- Columbo (1971) ep. 1-1 Murder By the Book (90 min) [emès el 15 de setembre de 1971]
- Owen Marshall: Counselor At Law (1971) ep. 1-3 "Eulogy for a Wide Receiver" (60 min) [emès el 30 de setembre de 1971]
- Duel (1971) Telefilm (90 min) (era més llarga però va ser tallada) [emesa el 13 de novembre de 1971]
- Something Evil (1972) Telefilm (90 min) [emès el 21 de gener de 1972]
- Savage (1973) Telefilm (90 min) [emès el 31 de març de 1973]
- Strokes of Genius (1984) Sèrie de TV [emès el maig de 1984]
- Amazing Stories (1985)
  - ep 1-1 "Ghost Train" (30 min) [emès el 6 d'octubre de 1985]
  - ep 1-5 "The Mission" (60 min) [emès el 3 de novembre de 1985] (part d'Amazing Stories: Book One)
- Tummy Trouble (1989)
- Tiny Toon Adventures (1990) Sèrie de TV (productor)
- Tiny Toon Adventures: How I Spent My Vacation (1992) (TV) (productor)
- The Habitation of Dragons (1992) (TV)
- The Water Engine (1992) (TV) (productor)
- SeaQuest DSV (1993) (TV) (productor)
- Trail Mix-Up (1993) (productor)
- Family Dog (1993) Sèrie de TV (productor)
- Animaniacs (1993) Sèrie de TV (productor)
- Class of '61 (1993) (TV) (productor)
- I'm Mad (1994) (productor)
- Yakko's World: An Animaniacs Singalong (1994)
- ER (1994) Sèrie de TV (productor: 1994)
- Pinky and the Brain (1995) Sèrie de TV (productor)
- Tiny Toon Adventures (1995) (TV) (productor)
- Freakazoid! (1995) Sèrie de TV (productor)
- High Incident (1996) Sèrie de TV (productor)
- Toonsylvania (1998) Sèrie de TV (productor)
- Pinky, Elmyra & the Brain (1998) Sèrie de TV (productor)
- Price for Peace (2001) (productor)
- We Stand Alone Together (2001) TV (productor)
- Band of Brothers (2001) Sèrie de TV (productor)
- Semper Fi (2001) TV (productor)
- Taken (2002) Sèrie de TV (productor)
- Burma Bridge Busters (2003) (TV) (productor)
- Voices from the List (2004) (V) (productor)
- Into the West (2005) Sèrie de TV (productor)
- Dan Finnerty & the Dan Band: I Am Woman (2005) (TV) (productor)
- The Pacific (2010) (productor)
- Falling Skies (2011) (productor)
- Terra Nova (2011) (productor)
- Smash (2012) (productor)
- The River (2012) (productor)

## Premis
Spielberg va ser nomenat cavaller de la legió d'Honor per Jacques Chirac el 5 de setembre de 2004 i promogut oficial per Nicolas Sarkozy el 21 de maig de 2008 És també Comanador de l'ordre de la Corona del Regne de Bèlgica des del 19 d'octubre de 2011. Ha estat condecorat pel VicePrimer Ministre i Ministre de les Finances belga Didier Reynders el 22 d'octubre de 2011 a Brussel·les en una recepció organitzada pel Govern belga en ocasió de l'estrena mundial de Les aventures de Tintín: El secret de l'Unicorn.

### Oscars
| Any  | Categoria                    | Pel·lícula                     | Resultat  |
| ---- | ---------------------------- | ------------------------------ | --------- |
| 2006 | Oscar a la millor pel·lícula | Cartes des d'Iwo Jima          | Candidat  |
| 2005 | Oscar a la millor pel·lícula | Munich                         | Candidat  |
| 2005 | Oscar al millor director     | Munich                         | Candidat  |
| 1998 | Oscar a la millor pel·lícula | Salvem el soldat Ryan          | Candidat  |
| 1998 | Oscar al millor director     | Salvem el soldat Ryan          | Guanyador |
| 1993 | Oscar a la millor pel·lícula | La llista de Schindler         | Guanyador |
| 1993 | Oscar al millor director     | La llista de Schindler         | Guanyador |
| 1985 | Oscar a la millor pel·lícula | El color púrpura               | Candidat  |
| 1982 | Oscar a la millor pel·lícula | ET, l'extraterrestre           | Candidat  |
| 1982 | Oscar al millor director     | ET, l'extraterrestre           | Candidat  |
| 1981 | Oscar al millor director     | A la recerca de l'arca perduda | Candidat  |
| 1977 | Oscar al millor director     | Encontres a la tercera fase    | Candidat  |

### Premis BAFTA
| Any  | Categoria         | Pel·lícula                  | Resultat  |
| ---- | ----------------- | --------------------------- | --------- |
| 1998 | Millor pel·lícula | Salvem el soldat Ryan       | Candidat  |
| 1998 | Millor director   | Salvem el soldat Ryan       | Candidat  |
| 1994 | Millor pel·lícula | La llista de Schindler      | Guanyador |
| 1994 | Millor director   | La llista de Schindler      | Guanyador |
| 1986 | BAFTA honorífic   | BAFTA honorífic             | Guanyador |
| 1983 | Millor pel·lícula | ET, l'extraterrestre        | Candidat  |
| 1983 | Millor director   | ET, l'extraterrestre        | Candidat  |
| 1977 | Millor director   | Encontres a la tercera fase | Candidat  |
| 1977 | Millor guió       | Encontres a la tercera fase | Candidat  |
| 1975 | Millor director   | Tauró                       | Candidat  |

### Globus d'Or
| Any  | Categoria                      | Pel·lícula                     | Resultat  |
| ---- | ------------------------------ | ------------------------------ | --------- |
| 2005 | Globus d'Or al millor director | Munich                         | Candidat  |
| 2001 | Globus d'Or al millor director | Artificial Intelligence: A.I.  | Candidat  |
| 1998 | Globus d'Or al millor director | Salvem el soldat Ryan          | Guanyador |
| 1997 | Globus d'Or al millor director | Amistad                        | Candidat  |
| 1993 | Globus d'Or al millor director | La llista de Schindler         | Guanyador |
| 1985 | Globus d'Or al millor director | El color púrpura               | Candidat  |
| 1982 | Globus d'Or al millor director | ET, l'extraterrestre           | Candidat  |
| 1981 | Globus d'Or al millor director | A la recerca de l'arca perduda | Candidat  |
| 1977 | Globus d'Or al millor director | Encontres a la tercera fase    | Candidat  |
| 1975 | Globus d'Or al millor director | Tauró                          | Candidat  |

American Film Institute
- 1995: Life Achievement Award

Festival Internacional de Cinema de Canes
- 1974: Premi del guió per a Boja evasió

Festival Internacional de Cinema de Venècia
- 1993: Lleó d'Or per la carrera
- 2001: Future Film Festival Digital Award per Artificial Intelligence: A.I.